# Karl Hein (piłkarz)
Karl Jakob Hein (ur. 13 kwietnia 2002 w Põlvie) – estoński piłkarz, występujący na pozycji bramkarza w hiszpańskim klubie Real Valladolid, do którego jest wypożyczony z Arsenalu oraz w reprezentacji Estonii. Wychowanek Nõmme United, w trakcie swojej kariery grał także w Arsenalu i Reading.